# Mare de Déu de Montserrat de Casa Coix
La Mare de Déu de Montserrat de Casa Coix és una capella particular, romànica, de Casa Coix, a la vila d'Alins, en el terme municipal del mateix nom, a la comarca del Pallars Sobirà. Està situada en el centre de la població, al costat de Casa Coix. Actualment fa de magatzem d'aquesta casa.

## Descripció
Absis de planta rectangular de petites dimensions de la qual fou una església de dimensions més gran. En la façana, actualment sense tancar, es pot veure l'arrencament dels murs de la nau encegats. La capçalera va coberta amb volta de canó. Sobre el pinyó de la petita coberta de llicorella a dues vessants, s'aixeca una espadanya d'una sola obertura d'arc lleugerament ferrat.

## Història
Fou capella de la important casa pairal de Cal Coix, a la qual encara pertany. Modificada en el curs del segle xviii segons consta en una inscripció sota l'espadanya l'any 1760.